# Medaille voor Nobele Daden

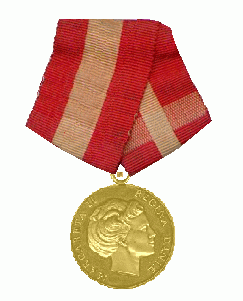

De Medaille voor Nobele Daden (Deens: Medaljen for ædel Dåd) is een onderscheiding van het Koninkrijk Denemarken. De medaille werd op 12 juni 1793 ingesteld door Christiaan VII, en is bestemd voor mensen die met gevaar voor eigen leven een ander wisten te redden.
Op de voorzijde van de ronde medaille is de regerende Deense soeverein afgebeeld, op de keerzijde is binnen een eikenkrans ruimte gelaten voor een inscriptie.
De medaille wordt gedragen aan een rood lint met een ingeweven wit kruis. De Denen gebruiken hetzelfde lint voor vijfentwintig van hun medailles. Heren dragen de medaille aan een tot een vijfhoek gevouwen rood lint met een ingeweven wit kruis op de linkerborst. Op klein tenue wordt door militairen een rood baton met een wit kruis gedragen. De dragers mogen de letters M.f.æ.D. achter hun naam plaatsen.
De medaille wordt zelden verleend. Hij is de verantwoordelijkheid van de Deense kabinetssecretaris, en is de civiele evenknie van de Defensiemedaille voor Dapperheid.

## Literatuur

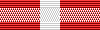
Baton